# Maria Dolores
Maria Dolores Araújo de Matos Gasparin, conhecida como Maria Dolores (Curitiba, 10 de dezembro de 1979), é uma designer de joias brasileira que utiliza nas suas criações pedras brasileiras e metais nobres. Sua marca homônima está presente desde 2009, dentro e fora do país, além de manter consultoras exclusivas em diferentes cidades do Brasil e do mundo. As coleções desenvolvidas por Maria Dolores expressam sua paixão pela arte, design, moda e arquitetura e se consolidam em desfiles como São Paulo Fashion Week, além de editoriais de moda Vogue, Elle e Marie Claire.

## Primeiros contatos com a arte
Maria Dolores, enquanto criança, gostava de desenhar, se rendia aos livros e a outras atividades que exercitavam sua criatividade. Frequentou o curso de Desenho Industrial na Universidade Federal do Paraná, que concluiu em 2002. A sua ligação com os acessórios também começou cedo. Nessa época, Maria Dolores produzia peças para uso pessoal, pois sentia falta de elementos que representassem seu estilo singular. Eram pulseiras, anéis, brincos e colares que também despertaram o interesse de suas amigas, que passaram a fazer encomendas personalizadas. Com ímpeto empreendedor aflorando e potencial criativo já notado por aqueles que conviviam com ela, Maria Dolores participou de uma feira de design em 2003, expondo mais de 500 peças feitas à mão por ela mesma. Um evento que a destacou devido ao seu design autoral e à ousadia na combinação de materiais. Uma semana depois veio o convite para trabalhar como designer na joalheria Bergerson, onde atuou por durante anos. 
Em busca inspiração constante, Maria Dolores se viu a procura de novos ares e fechou um ciclo, deixando seu trabalho na Bergerson para mergulhar fundo na busca por mais conhecimento. Em 2008 mudou-se para Florença, na Itália, onde estudou em duas escolas de design e ourivesaria: Le ArtiOrafi e Metallo Nobile. Nesse período teve acesso à arte e a cultura nas mais diferentes formas, frequentando museus, exposições, feiras e workshops com artistas renomados. Depois de ter contato com grandes nomes da joalheria contemporânea e se especializar em design de joias, retornou ao Brasil com o desejo de criar uma grife que pudesse expressar sua arte, suas referências e seus sentimentos.

## Lançamento da marca e expansão profissional
Em 2008 Maria Dolores retornou da Itália e iniciou o projeto de desenvolvimento de sua marca. A primeira loja foi inaugurada no mesmo ano, tendo como endereço o Shopping Crystal, na cidade de Curitiba. Três anos depois a marca Maria Dolores já possuía mais 2 lojas na cidade. Seu nome foi ganhando expressividade em todo o país e mulheres do show business começaram a usar suas joias em grandes eventos.  Maria Dolores seguiu amadurecendo o seu estilo e unindo conceitos de moda e arte em suas peças, materializados a partir de metais nobres e pedras naturais brasileiras.  Em 2020 ela soma 11 lojas físicas no Brasil além do e-commerce e showrooms em [Curitiba] e [São Paulo]. Maria Dolores também ganhou notoriedade no exterior e mantém showrooms nos [Estados Unidos] e Portugal, além do e-commerce na Espanha e Estados Unidos. O reconhecimento internacional também rendeu participação em feiras de grande importância. Suas peças já marcaram presença por anos consecutivos na Bijorhca Paris, um dos principais eventos do setor de joalheria.

## Sucesso comercial e crítico
A convergência entre o sucesso comercial e crítico foi acontecendo aos poucos para Maria Dolores. Seu trabalho criativo é elogiado por demonstrar a força dos detalhes, o cuidado na escolha dos materiais, a busca constante por inovação e um olhar inovador, criando tendências que resultam em sucesso comercial. Por outro lado, vem sua íntima ligação com a arte: a fuga dos padrões, os traços impactantes, as lapidações diferenciadas e o olhar sensível que reinterpreta a natureza, os sentimentos e os movimentos artísticos. Tais características despertaram a atenção de pessoas importantes da moda e do design, fazendo com que suas peças se tornassem presença constante nesses cenários.

## Criações
As pedras naturais brasileiras estão no DNA Maria Dolores. A designer busca transmitir força, elegância, irreverência e energia positiva através do design e das propriedades que são atribuídas às pedras naturais, conhecidas desde a antiguidade. Tais características eram visíveis em suas primeiras criações e se intensificam a cada lançamento da marca. O protagonismo das pedras e cristais é marcante em suas joias não só pela beleza, mas também por ressaltar o significado de cada gema. De acordo com crenças antigas, esses minerais possuem poder de cura, purificação, elevação espiritual e outras capacidades específicas. Entre as pedras mais utilizadas estão a ágata, ametista, ônix, quartzo, turquesa e outras, vindas de regiões como Minas Gerais, Bahia e Rio Grande do Sul. As joias Maria Dolores combinam esses elementos com metais nobres como ouro, prata e ródio, e ainda apresentam materiais inusitados, tais como espelhos, fios de seda e madeira. As inspirações que levam a designer a dar vida às suas coleções são diversas e vão desde temas relacionados à arte e arquitetura como fatores ligados às emoções, o ambiente e a natureza.  
Algumas de suas coleções são homenagens a grandes artistas, como Viva La Vida, lançada em 2014, que trouxe as cores e a exuberância de Frida Kahlo. Em 2017 Maria Dolores apresentou sua coleção Fusión, inspirada no trabalho de Miró, na Fundació Joan Miró em Barcelona, rodeada pelas obras do artista. Maria também criou em parceria de grandes nomes da moda, como Patrícia Bonaldi , Juliana Jabour  e Yan Acioli , com suas peças sendo expostas em desfiles importantes, entre eles o São Paulo Fashion Week.Hoje são lançadas cerca de 8 coleções ao ano, sendo duas principais e outras com um número mais limitado de peças, que abraçam temas específicos e datas especiais como o Dia dos Namorados e até Dia das Crianças, através da linha Lolinha, voltada ao público infantil. A cada joia é atribuída uma história, um significado e um nome, assim como em uma obra de arte. Muitas dessas joias se tornam atemporais e ganham releituras com novas pedras e banhos. É o caso do brinco TwoPieces, lançado na coleção Geometric em 2012, que se tornou um dos muitos clássicos da marca. 
Maria Dolores também é hoje escolha de algumas celebridades na hora de compor suas produções. Grandes nomes da televisão, da moda e da música como  
Shakira, Juliana Paes, Fátima Bernardes, Eliana, Patrícia Poeta, Iza, Isabella Fiorentino, Arlindo Grund e Fernanda Motta já apareceram sob os holofotes usando as peças.
Sua presença se consolidou nos editoriais de moda, com diversos ensaios para Vogue Brasil, Marie Claire, Elle Brasil, Cosmopolitan Brasil, Harper’s Bazaar Brasil e a francesa Magazine.